# 劉歓
劉 歓（リュウ・ホァン、りゅう かん、1963年8月26日 - ）は中華人民共和国天津市出身の歌手。現在は北京市の対外経済貿易大学にて西洋音楽史の教授をしている。

## 経歴
- 天津の中学を卒業後、国際関係学院 (大学)でフランス語を専攻。
- 大学在学中に、フランス語の楽曲創作大会に参加し優勝。国費留学生として1年間のパリ遊学を行う。
- 大学卒業後、母校である北京国際関係学院で教鞭をとる。
- 1987年、自身初となるテレビドラマの主題歌（テレビドラマ「雪城」のテーマソング「心中的太陽（心の中の太陽）」）を歌う。
- 1990年、女性歌手・韋唯（Wei Wei, ウェイ・ウェイ）と共に、第11回アジア競技大会のテーマソング「亜洲雄風」を歌った。
- 2004年3月19日（41歳）、北京の首都体育館で初めての個人コンサートを開催。
- 2007年7月13日、北京人民大会堂にてポップスとクラシック音楽を融合させた「”震撼”ライブ」を開催。
- 2008年8月8日、北京オリンピックの開会式でイギリス人歌手サラ・ブライトマンと一緒に北京オリンピックテーマソングである「我和你（私とあなた、英題：You and me）」を歌った。
- 2011年、テレビドラマ「宮廷の諍い女」の音楽を担当。(エンディングテーマは本人歌唱)
- プロ歌手として認識されることも多いが、音楽に関する専門教育を受けたプロ歌手ではなく、中国では、「最も実力の有るノンプロ歌手（最具有实力的民间歌手）」と評価されることもある[要出典]。
- 代表曲「千万次的問（千万回の問い）」は中国のラジオランキングの10週間で1位になったことがある[1] [2]。
- 2019年、映画「流転の地球」の主題歌を担当。

## 代表曲
- 千万次的問（千万回の問い）
- 亜洲雄風 (韋唯とデュエット)
- 従頭再来
- 少年壮志不言愁
- 好漢歌
- 心中的太陽
- 弯弯的月亮
- 得民心者得天下
- 我欲成仙
- 天地在我心
- 我和你（サラ・ブライトマンとデュエット）
- 玫瑰人生（エディット・ピアフ〜愛の讃歌〜，ソフィー・マルソーとデュエット）

## 関連人物
- 韋唯
- 孫楠
- 那英
- 莫華倫
- 崔健

## 参照
- “Liu Huan and His Music”. China Radio International. (2003年10月31日) 2006年11月16日閲覧。（英語）

1. ↑  劉歓—中国最好的声音（繁体字中国語）
2. ↑  貴人ネット-劉歓簡介（簡体字中国語）